# عبدالرشید کاردار
عبدالرشید کاردار (انگلیسی: Abdur Rashid Kardar؛ ۲ اکتبر ۱۹۰۴ – ۲۲ نوامبر ۱۹۸۹) یک هنرپیشه، کارگردان و تهیه‌کننده اهل هند - پاکستان بود.
وی کارگردان فیلم‌هایی همچون هولی، درد و قدیس بوده است. کاردار از پیشگامان و پایه‌گذاران صنعت سینما در پاکستان بوده است.